# 24h Le Mans 1933
24h Le Mans 1933 – 11. edycja długodystansowego wyścigu 24h Le Mans. Wyścig odbył się w dniach 17–18 czerwca 1933, udział w nim wzięło 58 kierowców z 7 państw.

## Informacje
| Statystyki                  | Statystyki              |
| --------------------------- | ----------------------- |
| Długość okrążenia           | 13,492 km               |
| Dystans wyścigu             | 3 144,038 km            |
| Średnia prędkość            | 131,001 km/h            |
| Przewaga lidera             | 0,401 km                |
| Najszybsze okrążenie        | Raymond Sommer (5:31.4) |
| Kierowcy według narodowości |                         |
| Francja                     | 32                      |
| Wielka Brytania             | 18                      |
| Włochy                      | 4                       |
| Pozostali (4 narodowości)   | 4                       |
| Łącznie                     | 58                      |

## Wyniki wyścigu
| Poz.  | Klasa | Nr | Zespół                           | Kierowcy                                 | Samochód                     | Silnik                       | Okrążenia |
| ----- | ----- | -- | -------------------------------- | ---------------------------------------- | ---------------------------- | ---------------------------- | --------- |
| 1     | 3.0   | 11 | Soc. Anon. Alfa Romeo            | Raymond Sommer Tazio Nuvolari            | Alfa Romeo 8C 2300MM         | Alfa Romeo 2.3L Turbo I8     | 233       |
| 2     | 3.0   | 8  | Soc. Anon. Alfa Romeo            | Luigi Chinetti Philippe de Gunsburg      | Alfa Romeo 8C 2300           | Alfa Romeo 2.3L Turbo I8     | 233       |
| 3     | 3.0   | 12 | Arthur W. Fox                    | Brian E. Lewis Tim Rose-Richards         | Alfa Romeo 8C 2300           | Alfa Romeo 2.3L Turbo I8     | 225       |
| 4     | 1.1   | 30 | Riley                            | Alex van der Becke Kenneth Peacock       | Riley Nine Brooklands        | Riley 1.1L I4                | 191       |
| 5     | 1.5   | 25 | Aston Martin Ltd.                | Pat Driscoll Clifton Penn-Hughes         | Aston Martin 1½ Le Mans      | Aston Martin 1.5L I4         | 188       |
| 6     | 750   | 41 | John Ludovic Ford                | John Ludovic Ford Maurice Baumer         | MG J4C Midget                | MG 0.7L Turbo I4             | 176       |
| 7     | 1.5   | 24 | Aston Martin Ltd.                | A.C. Bertelli Sammy Davis                | Aston Martin 1½ Le Mans      | Aston Martin 1.5L I4         | 174       |
| 8     | 2.0   | 21 | André Rousseau                   | André Rousseau François Paco             | Alfa Romeo 6C 1750GS Coupe   | Alfa Romeo 1.7L Turbo I6     | 167       |
| 9     | 1.1   | 35 | Tracta                           | Félix Quinault Pierre Padrault           | Tracta                       | Tracta 1.0L I4               | 161       |
| 10    | 1.1   | 28 | Just-Émile Vernet Fernand Vallon | Just-Émile Vernet Fernand Vallon         | Salmson GS                   | Salmson 1.1L I4              | 159       |
| 11    | 1.1   | 32 | Alin Fréres                      | Adrien Alin Albert Alin                  | B.N.C.                       | B.N.C. 1.1L I4               | 151       |
| 12    | 1.1   | 34 | Henri de Gavardie                | Jean de Gavardie Henri de Gavardie       | Amilcar C6                   | Amilcar 1.1L I4              | 148       |
| 13    | 1.1   | 37 | Singer                           | Frank Stanley Barnes Alf Langley         | Singer Nine Sports           | Singer 1.0L I4               | 140       |
| 14 DS | 8.0   | 2  | Książę Mikołaj                   | Mikołaj Rumuński Joseph Cattaneo         | Duesenberg Model SJ          | Duesenberg 6.9L Turbo I8     |           |
| 15 NS | 2.0   | 19 | Société des Autombiles Charley   | Gaston Mottet André Marandet             | S.A.R.A. SP7 Spéciale        | S.A.R.A. 1.8L I4             |           |
| 16 NU | 3.0   | 15 | Capt. G.E.T. Eyston              | Louis Chiron Franco Cortese              | Alfa Romeo 8C 2300MM         | Alfa Romeo 2.3L Turbo I8     | 177       |
| 17 NU | 750   | 38 | Norman Black                     | Norman Black Ron Gibson                  | MG J4 Midget                 | MG 0.7L Turbo I4             | 125       |
| 18 NU | 2.0   | 20 | Mme. Odette Siko                 | Odette Siko Louis Charaval               | Alfa Romeo 6C 1750           | Alfa Romeo 1.9L Turbo I6     | 120       |
| 19 NU | 5.0   | 3  | Guy Bouriat                      | Marie Desprez Pierre Bussienne           | Bugatti Type 50S             | Bugatti 5.0L Turbo I8        | 119       |
| 20 NU | 5.0   | 6  | Roger Labric                     | Roger Labric Guy Daniel                  | La Lorraine B3-6             | La Lorraine 3.4L I6          | 105       |
| 21 NU | 1.5   | 26 | Aston Martin Ltd.                | Mortimer Morris-Goodall Elsie Wisdom     | Aston Martin 1½ Le Mans      | Aston Martin 1.5L I4         | 84        |
| 22 NU | 750   | 42 | H.Bridgman Metchim               | H. Bridgman Metchim C.H. Masters         | Austin 7                     | Austin Motor Company 0.7L I4 | 78        |
| 23 DS | 3.0   | 10 | Mme. Heldé                       | Guy Moll Guy Cloitre                     | Alfa Romeo 8C 2300           | Alfa Romeo 2.3L Turbo I8     | 77        |
| 24 NU | 1.5   | 23 | Comte Stanislaus Czaykowski      | Stanisław Czaykowski Jean Gaupillat      | Bugatti Type 51A             | Bugatti 1.5L Turbo I8        | 52        |
| 25 NU | 1.5   | 27 | Salmson                          | Charles Duruy Jean Danne                 | Rally NCP                    | Rally 1.3L Turbo I4          | 39        |
| 26 NU | 5.0   | 5  | Louis Gas Jean Trévoux           | Louis Gas Jean Trévoux                   | Bentley Blower C             | Bentley 4.4L Turbo I6        | 25        |
| 27 NU | 1.1   | 31 | Jean Sébilleau                   | Jean Sébilleau Georges Delaroche         | Riley Nine Brooklands        | Riley 1.1L I4                | 20        |
| 28 DS | 1.1   | 36 | Charles Auguste Martin           | Charles Auguste Martin Auguste Bodoignet | Amilcar CG "Spéciale Martin" | Amilcar 1.0L I4              | 13        |
| 29 NU | 1.1   | 33 | Lucien Buquet                    | Lucien Buquet Bernard Clouet             | Amilcar C6                   | Amilcar 1.1L I4              | 13        |
| Poz.  | Klasa | Nr | Zespół                           | Kierowcy                                 | Samochód                     | Silnik                       | Okrążenia |

| Legenda | Legenda                       |
| ------- | ----------------------------- |
| 4       | Zwycięzcy poszczególnych klas |
| 7       | Najszybsze okrążenie          |
| 16 NS   | Niesklasyfikowani             |
| 31 NU   | Nie ukończyli                 |
| 21 DS   | Dyskwalifikacja               |